# Lotofácil
A Lotofácil é uma modalidade de loteria praticada no Brasil sob o controle da Caixa Econômica Federal (CEF). Seu primeiro concurso foi realizado em 29 de setembro de 2003, após lentidão no processo de aprovação no Congresso Nacional. Pouco tempo após seu lançamento, era a segunda loteria que mais arrecadava dinheiro para a CEF, atrás apenas da Mega-Sena. Nesta modalidade, o jogador pode marcar de quinze a vinte números no volante, dentre os 25 disponíveis, e ganha um prêmio em dinheiro caso acerte de onze a quinze números. Os concursos de final zero e o concurso especial de setembro, conhecido como Lotofácil da Independência, têm um prêmio composto da acumulação de sorteios comuns. Os sorteios são realizados diariamente, exceto aos domingos, desde agosto de 2020, e são transmitidos ao vivo. Parte dos valores arrecadados são repassados para programas sociais do governo.

## História
A Lotofácil estava prevista para ser lançada em abril de 2003 pela Caixa Econômica Federal (CEF), "provavelmente no dia 7", conforme o então colunista do Jornal do Brasil Ricardo Boechat. Entretanto, no mês seguinte, ele relatou que havia um "poderoso lobby de associações de loterias" impedindo o lançamento da Lotofácil, notando a lentidão do andamento da proposta no Congresso Nacional. A Câmara dos Deputados chegou a deixar de colocar o rateio do dinheiro recebido das apostas numa reedição da Medida Provisória 108, impedindo que os lucros fossem direcionados ao programa Fome Zero. O deputado Sebastião Madeira, relator das maiores mudanças na medida provisória que criou o programa, declarou: "É moralmente indefensável criar uma aposta que tira dinheiro dos pobres, a pretexto de arrecadar dinheiro para o Fome Zero".
A Lotofácil começou a ser vendida no dia 22 de setembro de 2003 em todas as lotéricas do Brasil, e o primeiro sorteio ocorreu no dia 29. Em cinco dias, 1,2 milhão de reais foi arrecadado das apostas e, nos sete primeiros concursos, 16,4 milhões de reais foram destinados a programas sociais do governo. Em março de 2004, a loteria já era a segunda que mais gerava receita para a CEF, atrás apenas da Mega-Sena e superando a Quina. A partir de 19 de outubro de 2006, os sorteios da Lotofácil passaram a ser bissemanais — às segundas e às quintas-feiras. Isso foi possível devido ao avanço tecnológico nas lotéricas. Na semana seguinte à mudança, a loteria arrecadou 23,2 milhões de reais, valor 38% maior à arrecadação média semanal. Em novembro, a Lotofácil representava 21% da captação das loterias, mantendo-se em segundo lugar atrás da Mega-Sena.
Em 9 de setembro de 2009, o preço de uma aposta mínima subiu de um real para 1,25, sendo este o primeiro ajuste desde seu lançamento. Em janeiro de 2012, a CEF anunciou diversas mudanças para a Lotofácil. Foi anunciado que, a partir do dia 7 do próximo mês, os sorteios passariam a ocorrer três vezes por semana: às segundas, quartas e sextas-feiras. A CEF também anunciou a criação de um concurso especial, a Lotofácil da Independência, e permitiu também as apostas do tipo "teimosinha". No dia 1 de outubro daquele ano, foi lançado o Bolão Caixa para diversas loterias da CEF, incluindo a Lotofácil. Em 10 de maio de 2014, o preço subiu para 1,50 real e subiu para dois reais no dia 23 de maio do ano seguinte.
Em 31 de outubro de 2019, o Governo Federal autorizou que a CEF aumentasse o valor da aposta mínima para 2,50 reais. Diversas mudanças ocorreram na loteria em agosto de 2020. O número de sorteios aumentou para ocorrer diariamente, de segunda a sábado. Concursos de final zero passaram a ter um reserva de prêmios, com 10% dos recursos da Lotofácil passando a compô-la. Criou-se a possibilidade de marcar 20 dezenas, sendo que o máximo era 18, e a Teimosinha foi ampliada para até 24 concursos. Por fim, o Bolão Caixa passou a permitir até cem cotas para cada bolão.
No dia 30 de abril de 2023, o valor da aposta subiu para três reais.

## Formato

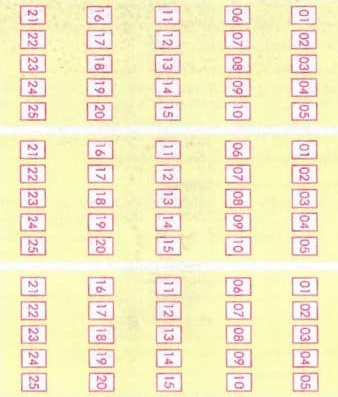
Parte de um volante da Lotofácil. Marcar dois ou três quadrantes é opcional

A Lotofácil é uma das loterias da CEF. Nesta modalidade, o jogador pode marcar de quinze a vinte números no volante, dentre os 25 disponíveis. Se o jogador acertar de onze a quinze números, ele ganha um prêmio em dinheiro, sendo que, quanto mais números acertados, maior será o valor a receber. O usuário também pode optar pela "Surpresinha", onde o sistema escolhe os números, ou usar a "Teimosinha", que permite concorrer com a mesma aposta por três, seis, doze, dezoito ou 24 concursos consecutivos. Por fim, há a opção do Bolão Caixa, que permite ao apostador realizar apostas em grupo.
A aposta mínima é de quinze números, com uma probabilidade de ganhar de 1 em 3 268 760. O apostador pode adicionar até vinte números, o valor máximo para uma única aposta, embora o preço da aposta aumente até 15 504 vezes, uma vez que a probabilidade de ganhar também sobe de 1 em 53 130.

### Prêmio e arrecadação
O prêmio bruto corresponde a 43,35% da arrecadação. Será deduzido do valor os seguintes prêmios fixos: cinco reais para as apostas com onze acertos (quinta faixa), dez reais para as de doze acertos (quarta faixa) e 25 reais para treze acertos (terceira faixa). Do valor restante, será deduzido 62% para acertadores de quinze números (primeira faixa), 13% para acertadores de quatorze números (segunda faixa), 10% acumulados para acertadores da quinta faixa nos concursos de final zero e 15% para esses acertadores na Lotofácil da Independência. Nos concursos de final zero, após a dedução dos valores fixos, o valor restante é distribuído da seguinte forma: 72% para acertadores de quinze números, 13% para acertadores de quatorze números e 15% para acertadores da primeira faixa da Lotofácil da Independência. No caso de não houver ganhador em nenhuma faixa de premiação, o valor acumula para o próximo concurso na faixa de quinze acertos.

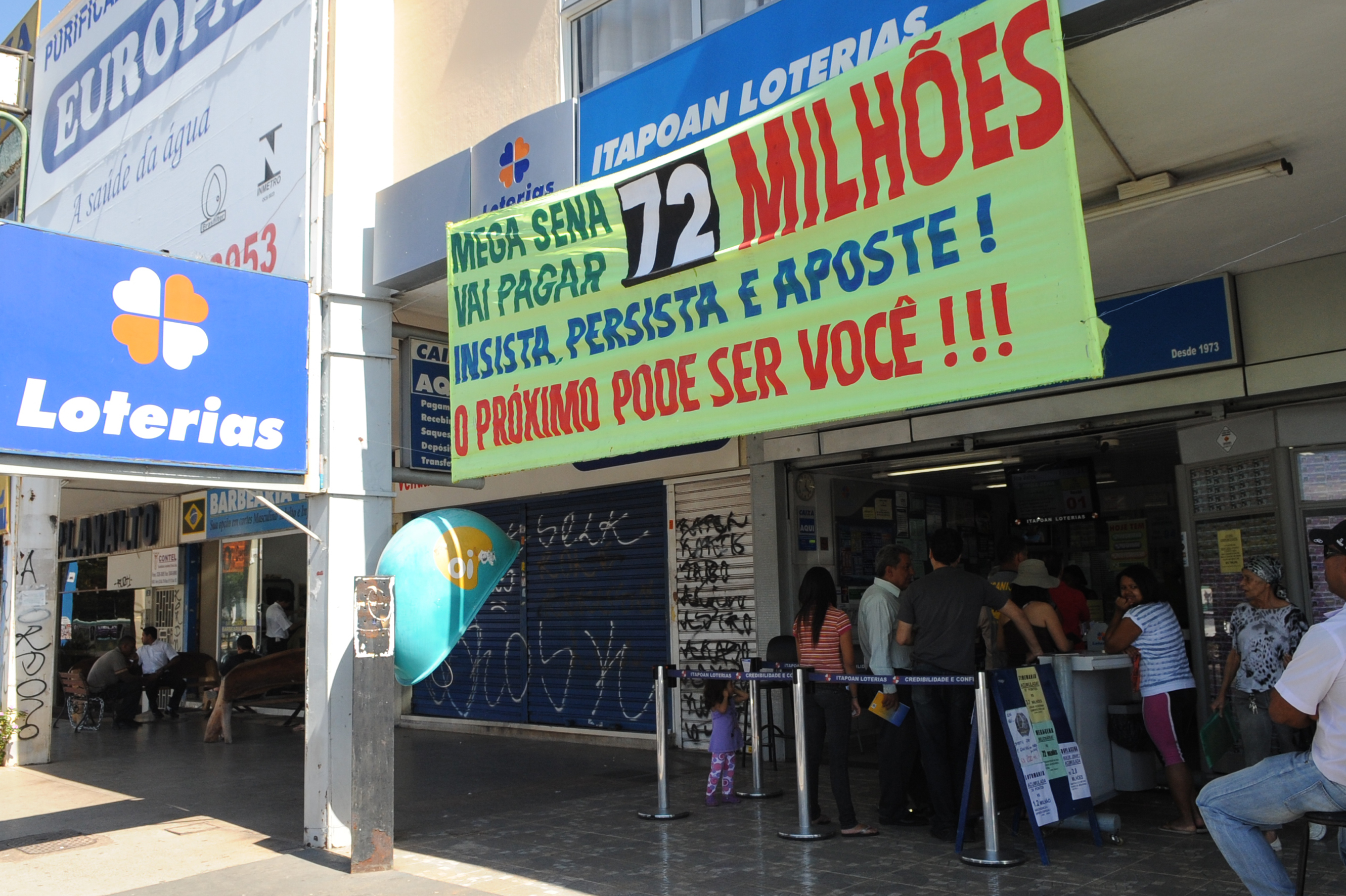
Exemplo de casa lotérica

O prêmio pode ser recebido em qualquer casa lotérica credenciada ou em agências da Caixa, exceto se o prêmio bruto for superior a 1 903,98 reais, onde o pagamento pode ser realizado apenas em agências da Caixa. Prêmios maiores que dez mil reais são pagos após um prazo mínimo de dois dias. Caso o ganhador não resgate o prêmio em até noventa dias após o sorteio, os valores são repassados ao Tesouro Nacional para aplicação no Fundo de Financiamento ao Estudante do Ensino Superior (FIES). O maior prêmio da história da Lotofácil foi o concurso de Independência 2 610, em 10 de setembro de 2022, que sorteou 177,6 milhões de reais. O número de vencedores também foi o maior da história da modalidade: 79 apostas dividiram o valor.

### Sorteios
Os sorteios são realizados de segunda a sábado, por volta das 20h. Os sorteios podem ocorrer no Espaço da Sorte, na Avenida Paulista, no Auditório da Caixa, em Brasília, ou em outros ambientes de sorteio da Caixa, divulgados com antecedência em seu site. Os sorteios realizados no Espaço da Sorte são transmitidos. De segunda a sábado, a RedeTV! transmite uma modalidade ao vivo pela televisão. Na Internet, os sorteios de todas as modalidades são transmitidos nas redes sociais da Caixa e da RedeTV!

### Lotofácil da Independência
A Lotofácil da Independência é um concurso especial da Lotofácil realizado anualmente no mês de setembro. Seu primeiro sorteio ocorreu em setembro de 2012. É comercializado durante trinta dias, sendo que a Caixa informa com antecedência o número do concurso e a data de início das vendas. Há captação de apostas independente e concomitante com os demais concursos da modalidade e o uso de volantes específicos. Normalmente, 87% do valor total do prêmio é destinado à primeira faixa, e 13% para a segunda faixa. No caso de não houver apostas onde quinze números, foram acertados, o prêmio será rateado entre os acertadores de quatorze números e assim sucessivamente, até a quinta faixa. Neste caso, se não houver acertos, os valores acumulam para o concurso seguinte, na primeira faixa de premiação.

### Preços
- Atualizado até 26 Julho 2025

| Quantidade de dezenas | Valor da aposta (em reais) |
| --------------------- | -------------------------- |
| 15                    | 3,50                       |
| 16                    | 56,00                      |
| 17                    | 476,00                     |
| 18                    | 2.856,00                   |
| 19                    | 13.566,00                  |
| 20                    | 54.264,00                  |